# 韓象鼎
韓象鼎（?—?），晚號湛虛子，山东章丘山头店村人。清朝官員，官至大名府知府。

## 生平
韩象鼎為元末吴王张士诚第十七代孙，嘉庆十一年（1806年）丙寅生，道光十六年（1836年）考中丙申恩科三甲四十六名進士。曾知清豐縣，緝拿盜匪。補永年縣，受到直隸總督訥爾經額賞識。不久升大名府知府，因得罪上司，降同知（副知府），帶兵圍剿太平天國北伐軍。事平後，年方四十余歲即上書告歸回籍。捻軍進入山東後，象鼎率章丘城東數十村鄉勇團練抗擊。晚年在梭山山麓購地修築茅屋草亭，自號“湛虛子”，每日與友人登山飲酒，談詩論文，卒年不詳。